# Jan Vladimír Pokorný
Jan Vladimír Pokorný (21. dubna 1860 Ivanovice na Hané – 22. března 1922 Brno) ,byl rakouský a český politik Lidové strany na Moravě, později Lidové strany pokrokové na Moravě, na počátku 20. století poslanec Říšské rady a Moravského zemského sněmu.

## Biografie
Pocházel z Ivanovic na Hané, byl profesí zemědělcem. Zapojil se do politického života. V roce 1889 byl zvolen starostou Ivanovic. V roce 1892 ho ovšem místodržitelství a Moravský zemský výbor z funkce sesadily. Při nařízené nové volbě byl opět manifestačně zvolen starostou, nicméně volba nebyla uznána, obecní zastupitelstvo rozpuštěno a v nových volbách jeho stoupenci neuspěli a starostou se nestal. Nadále se ovšem angažoval v obecní samosprávě a ještě k roku 1906 se uvádí jako člen ivanovického zastupitelstva.
Dlouhodobě zasedal od zemských voleb roku 1896 na Moravském zemském sněmu. V zemských volbách roku 1902 sem byl zvolen za kurii venkovských obcí, obvod Vyškov, Bučovice, Slavkov. V zemských volbách roku 1906 uspěl za kurii venkovských obcí, český obvod Vyškov. Na sněmu se profiloval jako obhájce zájmů zemědělců.
Byl členem Lidové strany na Moravě (moravská odnož mladočeské strany). Byl aktivní v moravské zemské zemědělské radě, v Ústředním svazu českých hospodářských společenstev a v mnoha regionálních spolcích a korporacích. I po vzniku agrární strany zůstal věrný lidové straně. V roce 1907 z Moravské lidové strany dočasně odešel pro nesouhlas s postupem jejího předáka Adolfa Stránského, který souhlasil pro druhé kolo voleb do Říšské rady roku 1907 s utvořením aliance s klerikály proti sociálně demokratickým kandidátům. Části členstva, včetně Pokorného, vadilo, že tento krok byl učiněn bez širší debaty a lidová strana se tím spojila s dosud kritizovanými klerikály.
V roce 1909 se podílel na sloučení Lidové strany na Moravě a Moravské strany pokrokové do Lidové strany pokrokové na Moravě, jejímž jedním ze tří místopředsedů se stal.
Na počátku 20. století se zapojil i do celostátní politiky. Ve volbách do Říšské rady roku 1911 se stal poslancem Říšské rady (celostátní zákonodárný sbor) za český obvod Morava 12. Usedl do parlamentní frakce Jednota nezávislých pokrokových poslanců Čech a Moravy. Profesně se k roku 1911 uvádí jako zemský poslanec a majitel zemědělského hospodářství.
V roce 1881 mu byl udělen stříbrný záslužný kříž za osobní odvahu, kdy jako člen hasičského sboru zachránil o rok dříve při požáru lidský život.
V roce 1918 se uvádí jako místopředseda Moravsko-slezské lidové strany pokrokové (vznikla sloučením Lidové strany pokrokové na Moravě a analogicky orientované Slezské lidové strany), jež následně vplynula do České státoprávní demokracie. Po vzniku Československa se angažoval v Československé národní demokracii, v níž se zaměřoval na zemědělskou problematiku. Ještě krátce před smrtí připravoval podklady pro referát o pozemkové reformě na sjezd národně demokratické strany.
Zemřel náhle (raněn mrtvicí) v březnu 1922 na nádraží v Brně, když čekal na vlak do domovských Ivanovic.